# Камена (Болгарія)
Ка́мена (болг. Камена) — село в Благоєвградській області Болгарії. Входить до складу общини Петрич.

## Населення
За даними перепису населення 2011 року у селі проживали 288 осіб.
Національний склад населення села:
| Національність   | Кількість осіб | Відсоток |
| ---------------- | -------------- | -------- |
| болгари          | 190            | 91,3%    |
| турки            | 11             | 5,3%     |
| цигани           | 7              | 3,4%     |
| інша             | 0              | 0%       |
| не визначились   | 0              | 0%       |
| Всього відповіли | 208            |          |

Розподіл населення за віком у 2011 році:
Динаміка населення: